# Museo diocesano (Macerata)

Il Museo diocesano di Macerata, anche conosciuto come Raccolta del Santuario della Beata Vergine Madre della Misericordia, è un museo di arte sacra del patrimonio artistico della diocesi di Macerata con sede nella basilica di Santa Maria della Misericordia di Macerata.

## Storia

### La Basilica
La chiesa originaria sorse come opera votiva per  far cessare la peste nel 1447, per poi essere ricostruita nel 1497. Di li a poco trovò collocazione la tela della Misericordia e i Santi Sebastiano, Rocco, Andrea e Giuliano di autore anonimo, ancora oggi presente nella Basilica.
La Basilica fu poi demolita e ricostruita su disegno di Luigi Vanvitelli tra il 1736 e il 1741.

### La collezione
La collezione del Museo diocesano di Macerata è composta da oggetti liturgici pregiati di argenteria e orificeria come calici, pissidi, ostensori, turiboli, carteglorie e reliquiari donati da benefattori nel corso dei secoli.
La sezione archeologica del museo è composta da reperti provenienti dalla pieve di San Giuliano (IX sec.) e dalla seconda cattedrale di Macerata.
La collezione è poi composta da opere di arte contemporanea di autori come Sesto Amerigo Luchetti, Carlo Cantalamessa, Biagio Biagetti, Emilio Lazzaro e Giuseppe de Angelis. Le ultime acquisizioni della collezione sono opere di artisti risalenti al 2000. Una sezione fotografica è dedicata ai cicli pittorici della Basilica ed ai loro restauri.

## Le sedi distaccate

### Museo diocesano di Recanati
Il Museo diocesano di Recanati trovò collocazione nel Palazzo episcopale della città risalente al XIII secolo, e venne istituito nel 1958 al fine di valorizzare, promuovere e divulgare il patrimonio artistico-religioso della Concattedrale di San Flaviano. Fu il primo Museo diocesano delle Marche. In seguito divenne una sede distaccata del Museo diocesano di Macerata.

### Museo diocesano di Tolentino
Il Museo diocesano di Tolentino, istituito in seguito al terremoto del Centro Italia del 2016 e del 2017 e in allestimento, troverà spazio nel Palazzo Vescovile. Nasce con l'intento di valorizzare, promuovere e divulgare il patrimonio artistico-religioso della Concattedrale di San Catervo esponendo dipinti, paramenti sacri, sculture e suppellettile liturgica comprese tra il XIV al XIX secolo.

### Museo diocesano di Treia
Il Museo diocesano di Treia, istituito in seguito al terremoto del Centro Italia del 2016 e del 2017 e in allestimento, troverà spazio nel Palazzo Vescovile. Nasce con l'intento di valorizzare, promuovere e divulgare il patrimonio artistico-religioso della Concattedrale della Santissima Annunziata esponendo arredi sacri, dipinti, paramenti sacri, sculture e suppellettili liturgiche comprese tra il XIV al XIII secolo.

### Raccolta della Collegiata di Sant'Esuperanzio di Cingoli
La Raccolta della Collegiata di Sant'Esuperanzio di Cingoli trova spazio nella Collegiata di Sant'Esuperanzio risalente al XII secolo, e venne istituita per conservare, valorizzare e promuovere il patrimonio storico-artistico proveniente dal territorio di Cingoli. La collezione presenta opere e suppellettili liturgiche comprese tra il XVIII ed il XIX secolo.